# Ackerwinden-Trauereule

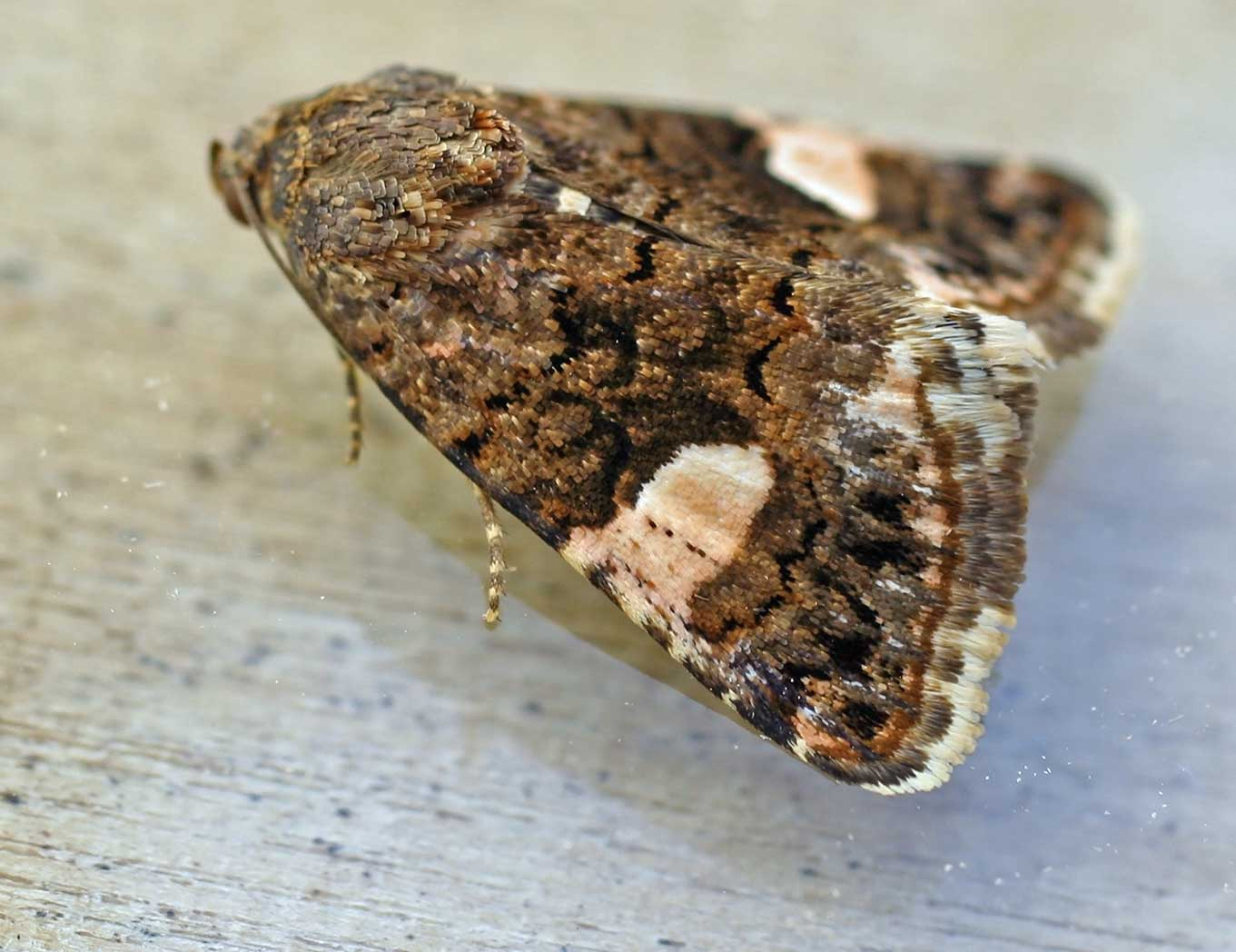
Tyta luctuosa, Form mit rötlich angehauchtem Fleck auf dem Vorderflügel (früher f. ochracea)

Die Ackerwinden-Trauereule, oder Feldflur-Windeneule (Tyta luctuosa) ist ein Schmetterling (Nachtfalter) aus der Familie der Eulenfalter (Noctuidae). Die Art ist die einzige Art der Gattung Tyta, diese wiederum die einzige Gattung der Tribus Tytini. Die Falter sind tag- und nachtaktiv.

## Merkmale
Die Falter erreichen eine Flügelspannweite von 22 bis 26 Millimetern. Die Vorderflügel sind schwarzbraun bis schwarz. An ihrem Vorderrand befindet sich vor der Flügelspitze ein weißer, gelblichweißer bis leicht rosa gefärbter, abgerundeter, viereckiger Fleck. Die Hinterflügel sind ebenfalls schwarzbraun bis schwärzlich mit einer breiten, gewellten, weißen Mittelbinde. Am Flügelrand findet sich noch ein kleiner weißer Fleck. Die Fransen von Vorder- und Hinterflügeln sind meist weiß. Die Zeichnung und Färbung kann etwas variieren: Exemplare mit schmaler weißer Mittelbinde auf dem Hinterflügel wurden früher auch als forma angustifascia, Exemplare mit rötlichem Fleck auf dem Vorderflügel als forma ochracea bezeichnet. Heute werden diese „formae“ meist nicht mehr oder lediglich informell benutzt.
Die Raupen sind verhältnismäßig kräftig und nach vorne dünner werdend. Sie sind oben gelbgrau bis braun, unten heller werdend gefärbt. Rückenlinie und Nebenrückenlinie sind etwas dunkler als die Grundfarbe. Der Kopf ist relativ klein, hellgrau und mit dunkleren Punkten gesprenkelt. Ausgewachsene Raupen werden 28 bis 33 mm lang. Die Rückenlinie ist schwach ausgebildet, die Nebenrückenlinie etwas deutlicher und gelblich. Die Puppe ist rotbraun.

## Geographische Verbreitung und Lebensraum
Die Ackerwinden-Trauereule ist in West-, Süd- und Osteuropa verbreitet. In Nordwestdeutschland, Belgien, den Niederlanden und Dänemark (mit Ausnahme von Bornholm) fehlt die Art aber. Sie kommt noch in kleinen Populationen in England vor. Auch im südlichen Fennoskandien ist sie nachgewiesen. Vorkommen außerhalb Europas bestehen in Nordafrika (Tunesien, Algerien und Marokko), Kleinasien, Zypern, im Kaukasus, in Kasachstan und von Sibirien bis China. In Asien verläuft die Südgrenze des Areals durch Afghanistan, Pakistan und Nordindien. Sie ist relativ häufig auf trockenen, grasigen Wiesen, Steppenheiden, Ödländereien, Kleefeldern und Brachen zu finden und kommt vom Flachland bis in Höhen von 1600 m in den Alpen vor. Die Art ist ein Binnenwanderer, der in manchen Jahren nach Norden und Nordwesten in Gebiete wandert, in denen sie normalerweise nicht vorkommt.
In Nordamerika wurde Tyta luctuosa in den 1980er Jahren zur Bekämpfung der Ackerwinde (Convolvulus arvensis) freigesetzt. Zwar wurde Überleben über den Winter hinweg beobachtet; sie scheint sich jedoch nicht etabliert zu haben.

## Lebensweise
Die Art fliegt in Mitteleuropa in zwei sich überschneidenden Generationen von Ende April bis Juni und dann wieder von Juli bis September. Die zweite Generation ist oft unvollständig. In Südeuropa werden regelmäßig zwei Generationen und oft eine unvollständige dritte Generation gebildet. Die Falter fliegen hier jeweils von Mai bis Juni, von Juli bis August und von September bis Oktober. Die Falter sind tag- und nachtaktiv und kommen nachts ans Licht. Die Weibchen legen im Durchschnitt etwa 400 Eier an den Stängeln und Blütenknospen der Raupennahrungspflanzen ab. Die Raupen erscheinen ab Mai. Sie ernähren sich hauptsächlich von Ackerwinde (Convolvulus arvensis). Als weitere Nahrungspflanzen werden in der Literatur noch Lein (Linum), Zaunwinden (Calystegia), Wegeriche (Plantago) und Gänsefüße (Chenopodium) genannt. Die Raupen sind nachtaktiv, tagsüber verstecken sie sich zwischen den Blättern der Nahrungspflanzen. Es werden fünf Larvenstadien gebildet. Die Verpuppung erfolgt in einem festen Kokon in der Erde, die Puppe überwintert.
Unter idealen Laborbedingungen dauert die Entwicklung vom Ei bis zum Falter knapp 46 Tage.

## Gefährdung
Die Art ist in manchen deutschen Bundesländern selten geworden und wird in Bayern und Sachsen als gefährdet eingestuft. In Mecklenburg-Vorpommern und Nordrhein-Westfalen wird sie als vom Aussterben bedroht angesehen. Allerdings dürfte sie hier schon immer selten gewesen sein. In Brandenburg steht sie auf der Vorwarnstufe.

## Nomenklatur und systematische Stellung
In älteren Werken ist die Art unter der Gattung Tarache aufgeführt. Dieser Name wird heute als Synonym von Acontia aufgefasst und hat mit der hier beschriebenen Art nichts zu tun. Forster und Wohlfahrt führen sie unter dem Namen Acontia luctuosa. Dementsprechend wurde sie früher meist in die Unterfamilie Acontiinae gestellt. Die Gattung ist in manchen Werken auch Typusgattung einer eigenen Unterfamilie Tytinae oder Tribus Tytini. Das Standardwerk „Noctuidae Europaeae“ stellt die Tytini als Tribus zur Unterfamilie Catocalinae. Diesem Schritt sind Fibiger und Hacker (2005) und Fibiger und Lafontaine (2005) nicht gefolgt. Sie stellen die Gattung Tyta in die Unterfamilie Metoponiinae.